# 무선 방해
무선 방해(無線妨害, radio jamming)는 권한이 있는 무선 통신의 섬세한 방해, 차단, 간섭이다. 미국에서 무선 방해 장치(이른바 재머/jammer)들은 불법이며 이것들을 사용할 경우 많은 벌금에 처할 수 있다.
일부의 경우 무선 방해 장치들은 신호 대 잡음비를 감소시켜서 통신에 지장을 주는 무선 신호를 전송함으로써 동작한다.
정보 흐름을 방해하기 위해 무선 데이터망에서 사용할 수 있다. 접경 지역의 외부 무선 기지국이 국가에 도달하지 못하게 하기 위한 전체주의 국가의 일반적인 검열의 한 형태이다.
방해는 일반적으로 장치 오작동 또는 기타 사고로 인해 발생할 수 있는 간섭과는 구별된다. 단순히 간섭을 일으키는 장치들은 다르게 규제된다. 고의성이 없는 방해는 조작자가 주파수의 사용 여부를 먼저 확인하지 않거나, 주파수를 사용하는 기지국을 청취하지 못하는 상황에서 바쁜 주파수를 전송할 때 발생한다. 또다른 형태의 고의성 없는 방해의 형태는 장비가 우연히 신호를 방사할 때(이를테면 케이블 텔레비전 회사가 우연히 항공기 긴급 주파수를 발산할 때) 발생한다.

## 같이 보기
- 문화 방해
- 전자전